# Brandman

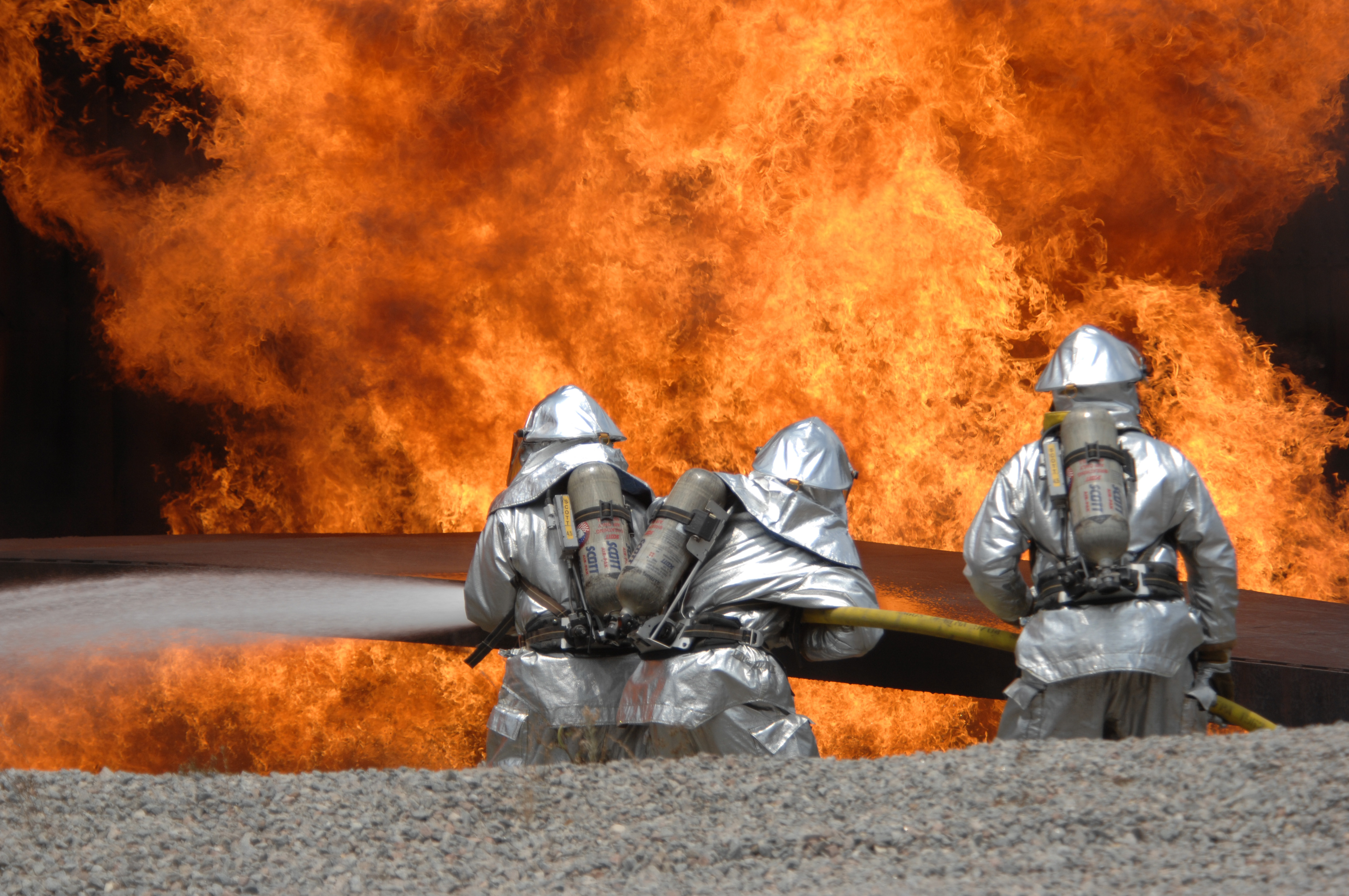
Amerikanska brandmän släcker elden under en övning vid Shaw Air Force Base i USA.

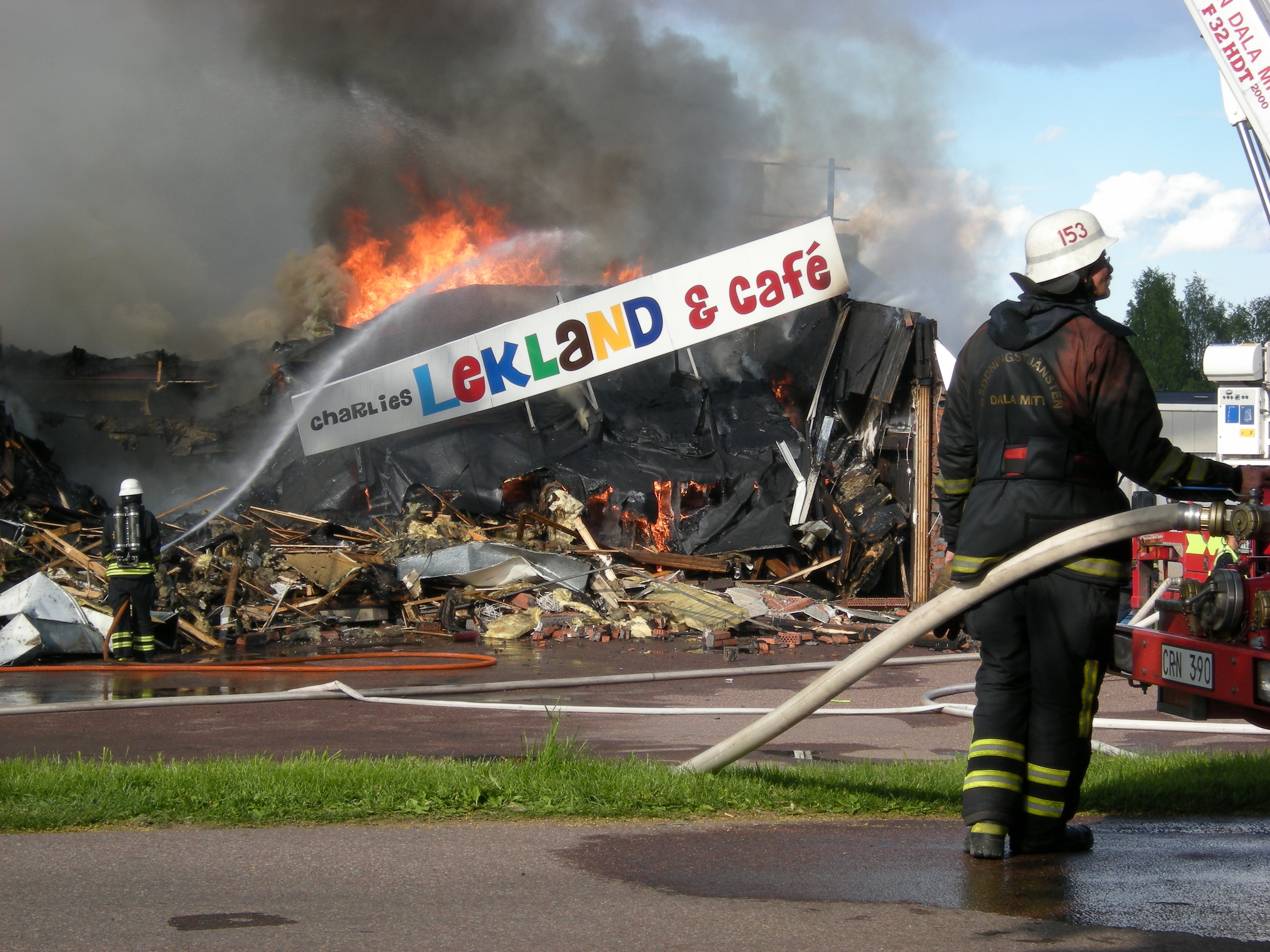
Svenska brandmän vid olycka

Brandman, äldre benämning brandsoldat, kallas en person verksam inom brandförsvar och räddningstjänst, huvudsakligen som baspersonal, detta till skillnad från brandingenjörer och brandchefer.
I Sverige är en brandman verksam inom företrädesvis kommunal räddningstjänst. Anställningsformen kan vara heltid med skifttjänstgöring eller deltid, där man har ett annat yrke och arbetar som brandman under jourtid. Det finns även frivilliga brandmän, främst i glesbygd. Traditionella arbetsuppgifter rör brandsläckning och räddning vid trafikolyckor, drunkningstillbud, kemolyckor eller andra räddningsuppdrag. I rollen kan också ingå förebyggande uppgifter som tillsyn, eller utbildning och information till allmänheten. I en del räddningstjänstorganisationer ingår också mer eller mindre kvalificerade sjukvårdsuppdrag, i Sverige under rubriken IVPA (I Väntan På Ambulans), och då göra en första hjälpen-insats.

## Heltidsbrandman
I Sverige finns det cirka 4 000  heltidsbrandmän.
För att utbilda sig till brandman kan man gå den tvååriga eftergymnasiala utbildningen Skydd mot olyckor (SMO) vid Myndigheten för samhällsskydd och beredskap, MSB, (tidigare Räddningsverket) vid skolorna i Revinge eller Sandö.
Eftersom kommunerna är suveräna så bestämmer dessa själva vilken kompetens (utbildning) man vill ha. Men det vanligaste vid en anställning är SMO eller räddningsinsatsutbildning.
De brandmän som har utbildning enligt det "gamla" systemet, behöver inte läsa den tvååriga utbildningen för att kunna arbeta vidare som brandman. Den tidigare utbildningen innebar minst två veckors preparandutbildning vid den lokala räddningstjänsten, ett års erfarenhet i tjänst därefter följde en 15 veckor lång yrkesutbildning som genomfördes i Räddningsverkets regi.

## Deltidsbrandman
I Sverige finns det omkring 11 500  deltidsbrandmän, eller räddningstjänstpersonal i beredskap ("RIB") som det egentligen heter. Det är därmed den största gruppen brandmän. Som deltidsbrandman har man oftast ett annat yrke som huvudsysselsättning, var tredje eller fjärde vecka har man beredskap och ska då vara tillgänglig dygnet runt. Man har vanligtvis 5–7 minuters anspänningstid.
De brandmän som arbetar på deltid, går en utbildning som heter Grundutbildning för räddningstjänstpersonal i beredskap. Denna utbildning är på 6 veckor och är uppdelad i två delar:
- Kurs 1, Kommunal räddningstjänst, 3 veckor
- Kurs 2, Räddningsinsatsen, 3 veckor

Utbildningen förutsätter full närvaro. Studietider är måndag-fredag kl. 08:00 - 17:00. Även denna utbildning genomförs av MSB, men är till skillnad från den tvååriga SMO-utbildningen inte studiemedelsfinansierad utan bekostas av staten och räddningstjänsten.

## Brandbefäl
Svensk räddningstjänst är normalt organiserad i flera nivåer. En styrka av brandmän (ofta 4 stycken) leds av en styrkeledare (tidigare brandförman). Flera styrkor av brandmän leds av en insatsledare (tidigare brandmästare). Vid ännu mer komplicerade insatser leds insatsen av en Regional Insatsledare eller i enstaka fall Vakthavande Räddningschef. Högst ansvarig är alltid kommunens räddningschef (1923-1987 brandchef) som är den som ger mandat till olika befälsnivåer att agera som Räddningsledare på insats.
Ibland kan räddningsledarskapet även finnas på distans och mandatet ligger då på Larm och Ledningsbefäl eller Vakthavande befäl.
Dessa befälsnivåer kan agera som räddningsledare under en insats, vilken har speciella befogenheter som att avsluta en räddningstjänst, ge order om ingrepp i annans rätt, eller att ta ut personer i tjänsteplikt.
Tidigare fanns flera andra befälsnivåer, brandmästare, brandförman, brandkapten, brandingenjör, vice brandchef och brandchef.

## Industribrandman och flygplatsbrandman
Industribrandmän och flygplatsbrandmän är anställda av någon industri resp. flygplats. På grund av riskerna med verksamheten kan det krävas en särskild räddningsorganisation utöver samhällets räddningstjänst.

## Brandmän i världen

### Italien
Den statliga brandkårens personal består av 600 brandchefer och brandingenjörer, 500 brandinspektörer och 26 000 brandmästare och brandmän samt 2 500 tekniskt-administrativa tjänstemän. Det finns också 5 000 frivilliga brandmän. Innan Italien 2005 avskaffade värnplikten tjänstgjorde årligen ca 4 000 värnpliktiga i den statliga brandkåren. Efter värnpliktens avskaffande har en ettårig frivillig civiltjänstgöring öppen för unga män och kvinnor skapats vid det statliga brandförsvaret.

#### Brandmän
För att bli antagen som yrkesbrandmannaaspirant (allievi vigili del fuoco) krävs genomgången grundskola. Högsta ålder är 30 år, utom för frivilliga brandmän där gränsen är 37 år. Aspiranterna genomgår 12 månaders utbildning, varav 3 månader är verksamhetsförlagd utbildning.

#### Brandmästare
Brandmästare rekryteras till 60 % från brandförmännen och till 40 % från brandmän med 6 års tjänst. Krav för anställning är minst 3 månaders vidareutbildning.

#### Brandinspektörer
Det grundläggande utbildningskravet för brandinspektörer är teknisk studentexamen med högskolebehörighet. Brandinspektörsaspiranter (allievi vice ispettori antincendi) rekryteras till 50 % från brandpersonal med minst sju års anställning, 42 % direkt från det civila livet och 8 % bland brandmästarna specifikt. Brandinspektörsaspiranter med sju års anställning genomgår sex månaders utbildning, övriga 12 månader.

#### Brandingenjörer och brandchefer
För att bli antagen som brandingenjörsaspirant krävs civilingenjörs- eller arkitektexamen. 20 % av tjänsterna är reserverade för brandpersonal som avlagt dessa examina. För brandinspektörer krävs då minst tre års tjänst; för övrig brandpersonal minst sju års tjänst. Aspiranterna genomgår 24 månaders utbildning vid brandförsvarshögskolan (Istituto Superiore Antincendi) i Rom.

### Polen

#### Brandman
Brandmän utbildas vid en tremånaders grundkurs vid brandskolan (Szkoła Podoficerska Państwowej Straży Pożarnej) i Bydgoszcz eller vid brandförsvarets centrala skola (Centralna Szkoła Państwowej Straży Pożarnej) i Częstochowa. För att antas krävs avgångsbetyg från gymnasiet. Vidareutbildning som krävs för att bli gruppchef och högre ges också vid dessa skolor. Efter en treårig provanställning kan tillsvidareanställning ske. Beroende på lediga tjänster och vitsord, kan befordran till gruppchef ske efter ett år som brandman; till äldre gruppchef efter två år som gruppchef; till yngre brandmästare efter två år som äldre gruppchef; till brandmästare efter tre år som yngre brandmästare och till äldre brandmästare efter tre år som brandmästare.

#### Brandinspektör
Brandinspektörer utbildas vid brandförsvarets tekniska skolor (Szkoła Aspirantów Państwowej Straży Pożarnej) i Krakow och Poznan eller vid brandförsvarets centrala skola (Centralna Szkoła Państwowej Straży Pożarnej) i Częstochowa. Utbildningen leder fram till en brandteknikerexamen samt anställning i brandförsvaret med yngre brandinspektörs grad. För att antas krävs avgångsbetyg från gymnasiet och högst 23 års ålder. Urval sker genom en värdering av tekniska och praktiska kvalifikationer och genomgången utbildning samt fysiska prov. Beroende på lediga tjänster och vitsord, kan befordran till brandinspektör ske efter tre år som yngre brandinspektör; till äldre brandinspektör efter fem år som brandinspektör; till yngre brandkapten efter fem år som äldre brandinspektör.

#### Brandingenjör
Brandingenjörer utbildas vid brandförsvarets högskola (Szkoła Główna Służby Pożarniczej) i Warszawa. Utbildningen är fyraårig och ger en brandingenjörsexamen samt anställning i brandförsvaret med yngre brandkaptens grad. För antagning krävs studentexamen och högst 25 års ålder. Urval sker genom teoretiska prov i matematik, fysik och ett främmande språk (engelska, tyska eller ryska) samt fysiska prov. Beroende på lediga tjänster och vitsord, kan befordran till brandkapten ske efter fyra år som yngre brandkapten; till äldre brandkapten efter fem år som brandkapten; till yngre brigadör efter fem år som äldre brandkapten; till brigadör efter fem år som yngre brigadör; till äldre brigadör efter fyra år som brigadör.

### Tyskland

#### Brandmän och brandförmän
Brandmannaaspiranter genomgår en ettårig utbildning. För att antas som brandmannaaspirant krävs genomgången grundskola och genomförd lärlingsutbildning inom yrkesområde som är av betydelse för brandväsendet.

#### Brandmästare och brandinspektörer
Brandmästaraspiranter genomgår en tvåårig verksamhetsförlagd utbildning. För att antas som brandmästaraspirant krävs examen motsvarande högskoleingenjör.

#### Brandingenjörer och brandchefer
Brandingenjörsaspiranter genomgår en tvåårig utbildning. För att antas som brandingenjörsaspirant krävs examen motsvarande civilingenjör.

### Historia
Tidigare kallades en brandman för brandsoldat vilket troligtvis härstammar den från den tiden då räddningstjänsten hette "brandkåren/brandförsvaret" och var militärt organiserad, dessförinnan även brandkarl. Idag används yrkestiteln brandman även om de kvinnor som har detta yrke. 